# Dániel család (szamosújvárnémeti)
A szamosújvárnémeti nemes és báró Dániel család egyike a XVIII. században nemesített magyar családoknak.

## Története
Az örmény eredetű kereskedőcsaládból először Tódor, Jeremiás és Pál kaptak nemesi címerlevelet 1725. július 3-án. Később Tódor és fia, Demjén átköltöztek Szolnok-Doboka vármegye területére, itt 1786-ban igazolták nemességüket. A család legnevezetesebb tagja azonban az 1896. november 5-én bárói méltósággal is felruházott Ernő magyar királyi kereskedelemügyi miniszter és titkos tanácsos.

## Címere
Kempelen Béla így ír a címerükről:
Czímer: vörös mezőben hármas zöld halomból kinövő s egymást keresztező 2 pálmaág között egyenlő száru arany kereszt; sisakdisz, takarók: nincsenek.